# La Opinión de A Coruña
La Opinión A Coruña és un diari gallec d'informació general que es publica a la ciutat de la Corunya. S'edita en castellà i té un àmbit predominantment local.
Va iniciar les seves publicacions el 4 d'octubre de 2000 formant part del grup de comunicació Editorial Prensa Ibérica. El 2002 va assolir una difusió de 5.866 exemplars (OXD).